# Zhuge Qiao
Zhuge Qiao war der zweite Sohn von Zhuge Jin, dem Bruder des berühmten Strategen Zhuge Liang. Er wurde später von diesem adoptiert. Zhuge Qiao galt als möglicher Erbe Zhuge Liangs, aber er fiel im Alter von 25 Jahren auf dem Schlachtfeld.
| Personendaten    | Personendaten                                      |
| ---------------- | -------------------------------------------------- |
| NAME             | Zhuge Qiao                                         |
| KURZBESCHREIBUNG | chinesischer Politiker in der Zeit der Drei Reiche |
| GEBURTSDATUM     | nach 181                                           |
| STERBEDATUM      | 3. Jahrhundert                                     |